# Gigantes patagónicos

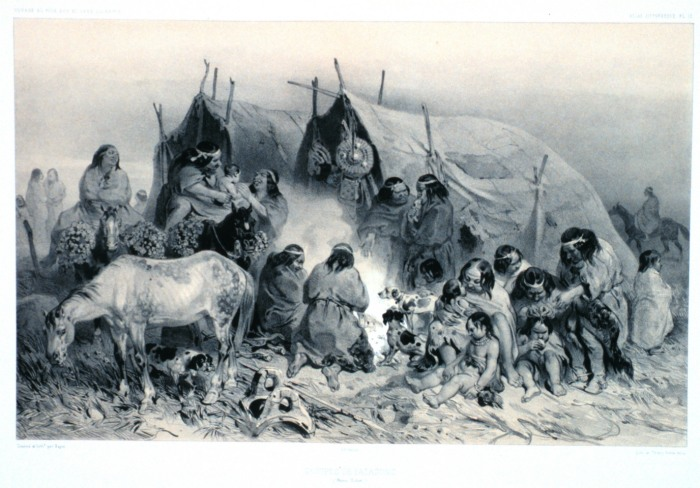
Nativos de Patagonia en 1883.

Los Patagones o gigantes patagónicos son un pueblo de gigantes que apareció en los primeros informes europeos sobre la costa austral de América del Sur; región que por ello recibió el nombre de Patagonia. El pueblo indígena al cual se refiere el exónimo eran los aonikenk o tehuelches.

## Origen
La primera mención del término aparece en el relato del viaje de Fernando de Magallanes alrededor del mundo escrito por Antonio Pigafetta, uno de los pocos supervivientes de la expedición. En la crónica se afirmaba haberlos visto en la costa de la Bahía de San Julián antes de arribar al estrecho, en el otoño (austral) de 1520:

Un día en que menos lo esperábamos se nos presentó un hombre de estatura gigantesca. Estaba en la playa casi desnudo, cantando y danzando al
mismo tiempo y echándose arena sobre la cabeza. El comandante envió a tierra a uno de los marineros con orden de que hiciese las mismas demostraciones en señal de amistad y de paz: lo que fue tan bien comprendido que el gigante se dejó tranquilamente conducir a una pequeña isla a que había abordado el comandante. Yo también con varios otros me hallaba allí. Al vernos, manifestó mucha admiración, y levantando un dedo hacia lo alto, quería sin duda significarnos que pensaba que habíamos descendido del cielo. Este hombre era tan alto que con la cabeza apenas le llegábamos a la cintura. Era bien formado, con el rostro ancho y teñido de rojo, con los ojos circulados de amarillo, y con dos manchas en forma de corazón en las mejillas. Sus cabellos, que eran escasos, parecían blanqueados con algún polvo. Su vestido, o mejor, su capa, era de pieles cosidas entre sí, de un animal que abunda en el país, según tuvimos ocasión de verlo después. Este animal tiene la cabeza y las orejas de mula, el cuerpo de camello, las piernas de ciervo y la cola de caballo, cuyo relincho imita. Este hombre tenía también una especie de calzado hecho de la misma piel. Llevaba en la mano izquierda un arco corto y macizo, cuya cuerda, un poco más gruesa que la de un laúd, había sido fabricada de una tripa del mismo animal; y en la otra mano, flechas de caña, cortas, en uno de cuyos extremos tenían plumas, como las que nosotros usamos, y en el otro, en lugar de hierro, la punta de una piedra de chispa, matizada de blanco y negro. De la misma especie de pedernal fabrican utensilios cortantes para trabajar la madera.
Antonio Pigafetta. Viaje alrededor del mundo. Libro I

Es muy probable que esta descripción se base en una leve exageración. No obstante, algunos autores postulan que la altura promedio de los tehuelches rondaba los dos metros de altura, mientras que la de los europeos de la época era sensiblemente menor. Otros, sin embargo, matizan dicha afirmación.

### Etimología
Pigafetta también registró en el relato del viaje: "Nuestro capitán llamó a este pueblo Patagones..."; pero en la crónica no se dan detalles sobre las razones del nombre. 
Se ha postulado desde López de Gómara que aquellos exploradores quedaron asombrados por las huellas de los pies de los tehuelches, las que artificialmente eran ampliadas por las pieles que les servían de calzado, pero que de todos modos eran mayores que los de los europeos de entonces; por lo cual los llamaron patones, es decir "de pies grandes", de donde proviene «patagones». Incluso se supone que dicho nombre derivaría del portugués «patagão», a pesar de que tal palabra no existe en dicha lengua.
Historiadores actuales consideran que lo más probable es que estos pueblos les habrían evocado al gigante Patagón de la novela de caballería Primaleón de Francisco Vázquez, continuación de Palmerín de Oliva, publicada en 1512 y muy conocida por aquel entonces.
Finalmente el nombre "Patagonia" se impuso, al igual que la idea de que los habitantes locales eran gigantes. Después de este encuentro, los primeros mapas del Nuevo Mundo en variadas ocasiones adherirían la etiqueta gigantum regio ("región de los gigantes") para describir esta zona. Entre los siglos XVI a XVIII el nombre de Patagonia sería dado a todo el territorio desde el sur del estuario del río de la Plata.

## Avistamientos posteriores
Un superviviente de la expedición de García Jofre de Loaísa de 1525, que pasó por la Patagonia, informó de que había mujeres de 2,70 metros y otras tan grandes que él les llegaba solamente algo más abajo de las caderas.
Posteriormente, Sir Francis Drake escribió que no eran tan gigantescos como se había dicho pero admitió que eran mayores al hombre común en altura, envergadura y fortaleza. Indicó que tenían una altura habitual de siete pies y medio (2,30 metros) o más.
En 1579, Francis Fletcher, el capellán del barco de Sir Francis Drake, informó también haber avistado patagones de una gran estatura.
En la década de 1580 el marino inglés Anthony Knivet afirmó que en la región había podido ver huellas de pies cuatro veces más grandes que las normales y que había visto cadáveres de 14 palmos.
También en 1590, William Adams, un marino inglés a bordo de un barco holandés que dio la vuelta a la isla de Tierra del Fuego, informó igualmente de un encuentro violento entre la tripulación de su barco y nativos anormalmente altos.
En 1766, a su regreso a Gran Bretaña se filtró un rumor sobre que la tripulación del HMS Dolphin, capitaneada por el comodoro John Byron, habría visto a una tribu nativa de la Patagonia de 9 pies de altura (2,7 m), cuando pasaron por allí en su circunnavegación del globo. Sin embargo, cuando en 1773 se revisó esa travesía, los patagones figuraban con una estatura de sólo 6 pies 6 pulgadas (1,98 m); muy altos, pero de ninguna manera gigantes. La gente que encontró Byron eran con toda probabilidad los tehuelches, autóctonos de la región. Escritores posteriores consideraron a los gigantes patagones como una patraña, o al menos como una exageración.
Charles Darwin, en el Capítulo XI de su Viaje de un naturalista alrededor del mundo, dice:

Durante nuestra anterior visita (en enero) habíamos tenido una entrevista, en el cabo Gregory, con los famosos gigantes patagones, que nos recibieron con gran cordialidad. Sus grandes abrigos de piel de guanaco, sus largos cabellos flotantes, su aspecto general, los hacen parecer más altos de lo que realmente son. Por término medio vienen a tener seis pies (1,83 metros), aunque algunos son más altos; los más pequeños son pocos; las mujeres son también muy altas; en suma, esta es la raza más corpulenta que en mi vida he visto.